# 1647

## Родени
- 1 април – Джон Уилмът, английски поет
- 22 август – Дени Папен, френски изобретател
- 18 ноември – Пиер Бейл, френски философ

## Починали
- 25 октомври – Еванджелиста Торичели, италиански физик и математик
- 30 ноември – Бонавентура Кавалиери, италиански математик